# Monument van Joodse Erkentelijkheid
Het Monument van Joodse Erkentelijkheid, ook bekend als het Monument van Joodse Dankbaarheid en het Wertheimmonument, is een monument op het Weesperplein in Amsterdam, opgericht in 1950 als dankbetuiging voor de Amsterdammers die de Joodse bevolking hebben geholpen tijdens de Tweede Wereldoorlog.
Het monument is opgenomen in veel stadswandelingen die de oude Joodse buurt verkennen. Buiten deze activiteiten is het monument niet zo druk bezocht en bekend als andere Tweede Wereldoorlogmonumenten, zoals het Nationaal Monument op de Dam en het Auschwitzmonument in het Wertheimpark. Tijdens de dodenherdenking op 4 mei wordt bij dit monument geen herdenking gehouden.
De reden tot oprichting van het monument, Joodse dankbaarheid, herinnert ook aan de actieve en passieve collaboratie waardoor verreweg de meeste Amsterdamse Joden de oorlog niet overleefd hebben.

## Ontwerp
Het ontwerp is van de Joodse beeldhouwer Jobs Wertheim, die tijdens de oorlog met zijn gezin naar Kamp Westerbork en daarna Theresienstadt werd gedeporteerd.
Het beeld bestaat uit vijf panelen waarop figuren in reliëf te zien zijn die de tekst verbeelden die erbij staat. Van links naar rechts lezen de panelen:
Berustend in Gods wil (berusting)
Vereend met u in afweer (afweer)
Beschermd door uw liefde (bescherming)
Gesterkt door uw weerstand (weerstand)
Rouwend met u (rouw)
In het centrale paneel staat een vrouw afgebeeld met daarboven de tekst: 1940 – 1945 Aan de beschermers der Nederlandse Joden in bezettingsjaren. Boven op het monument staat een davidster.
Al voor plaatsing ontstond er onenigheid over het monument; het zou niet in naam van alle Joden geplaatst zijn.

## Geschiedenis
De creatie van het beeld werd geïnitieerd door een comité van Joodse overlevers van de Tweede Wereldoorlog als dankbetuiging voor de Amsterdammers die de Joodse bevolking hebben geholpen tijdens de oorlog. Op 23 februari 1950 werd het beeld onthuld onder andere door toenmalige burgemeester d'Ailly met de woorden: "De gemeente aanvaardt het met trots, maar ook met schaamte". De zoon van de beeldhouwer knipte het lint door, waarna het doek voor het beeld werd weggehaald.
De buurt rond de Weesperstraat was voor de oorlog een levendig onderdeel van de Joodse buurt. In de jaren ’60 van de 20e eeuw is een groot deel van deze buurt, en zo ook van de oude Joodse huizen en bedrijven, afgebroken voor uitbreiding van de weg. Het monument herinnert nog aan deze oude Joodse buurt.
Het monument stond oorspronkelijk in een plantsoen aan het Weesperplein. Het werd verplaatst naar de Weesperstraat om ruimte te maken voor de aanleg van de metro.
In 2019 werd bekend dat het monument opnieuw verplaatst moet worden om ruimte te maken voor het Holocaust Namenmonument. De gemeente Amsterdam gaf aan het monument te willen terugplaatsen op het Weesperplein. Op 23 mei 2020 werd het gevaarte in een stalen frame en in houten bekisting op een dieplader geplaatst om tijdelijke te worden opgeslagen op de gemeentewerf, waarna het in de voorzomer 2021 weer op het Weesperplein (voor huisnummers 13 en 15) opgebouwd zal worden. Dat zal dan gebeuren met de plaatsing van een toelichting op plaquette omtrent de omstreden achtergrond van het monument. In augustus 2021 konden de bouwhekken verwijderd worden.
- Onthulling van het monument (1950)

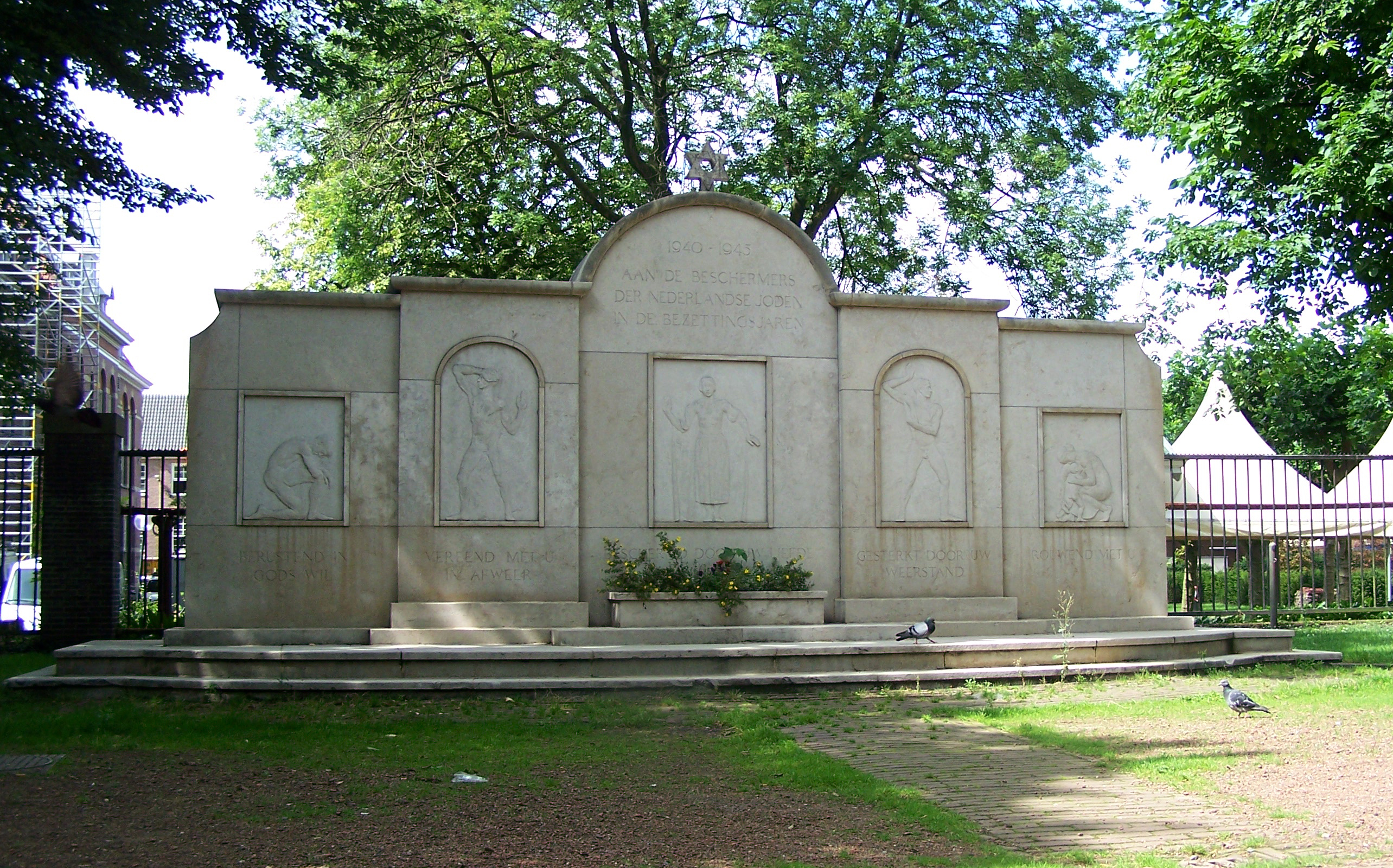
Monument op het Weesperplein (augustus 2008)
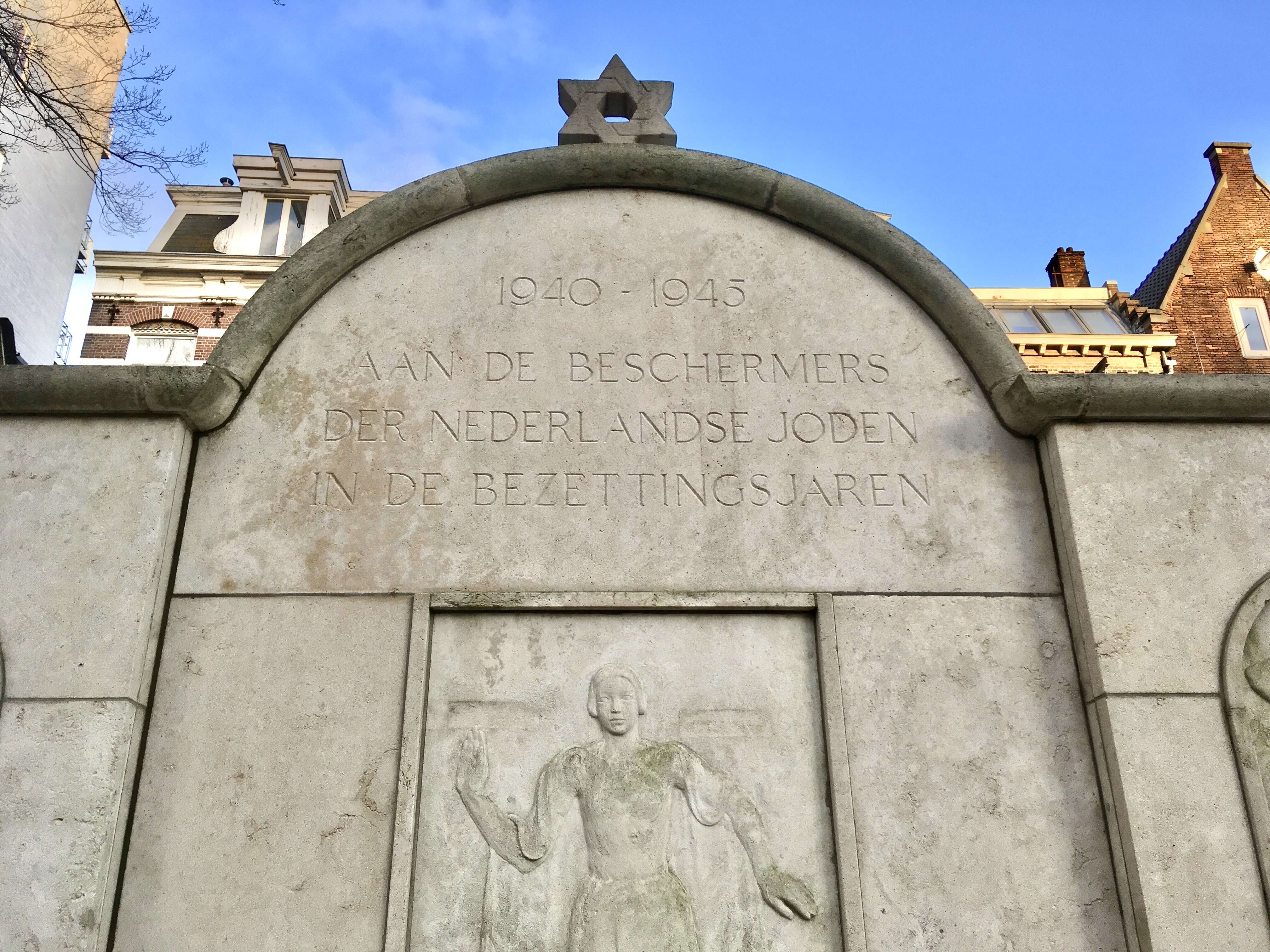
Opschrift op het monument, waarop een davidster staat (2022)
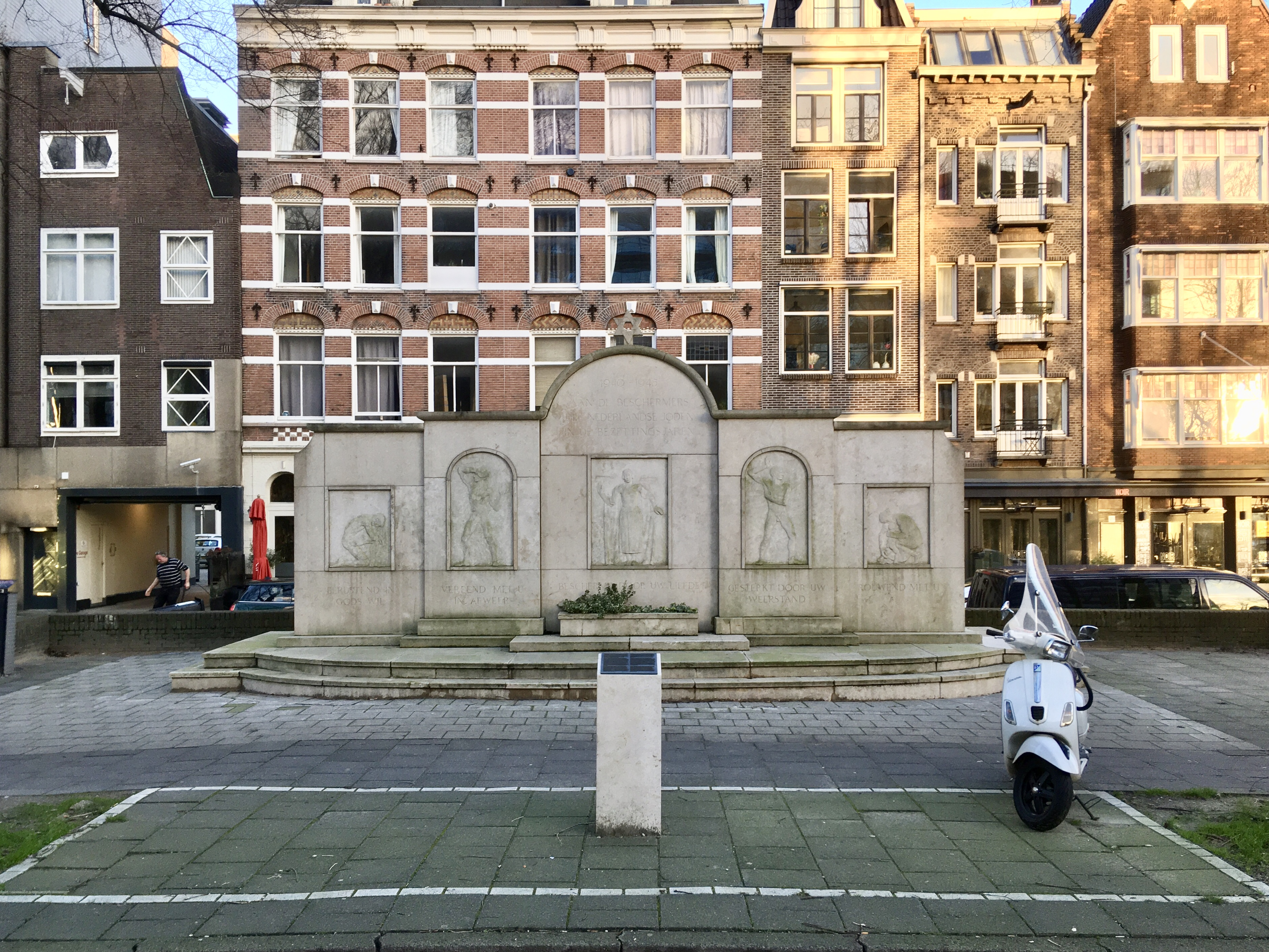
Monument op het Weesperplein (2022)
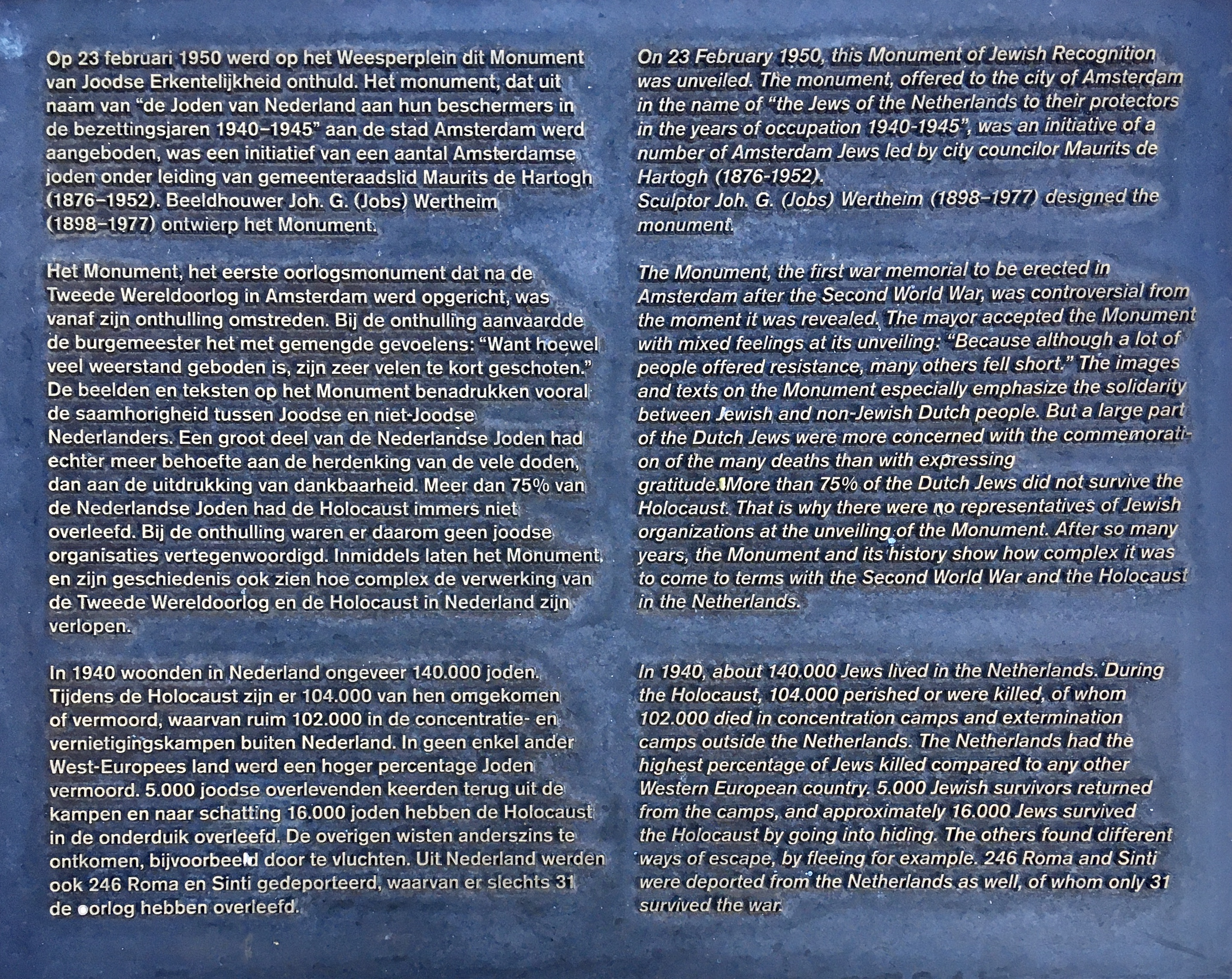
Toelichting uit 2021 van de gemeente Amsterdam bij het monument

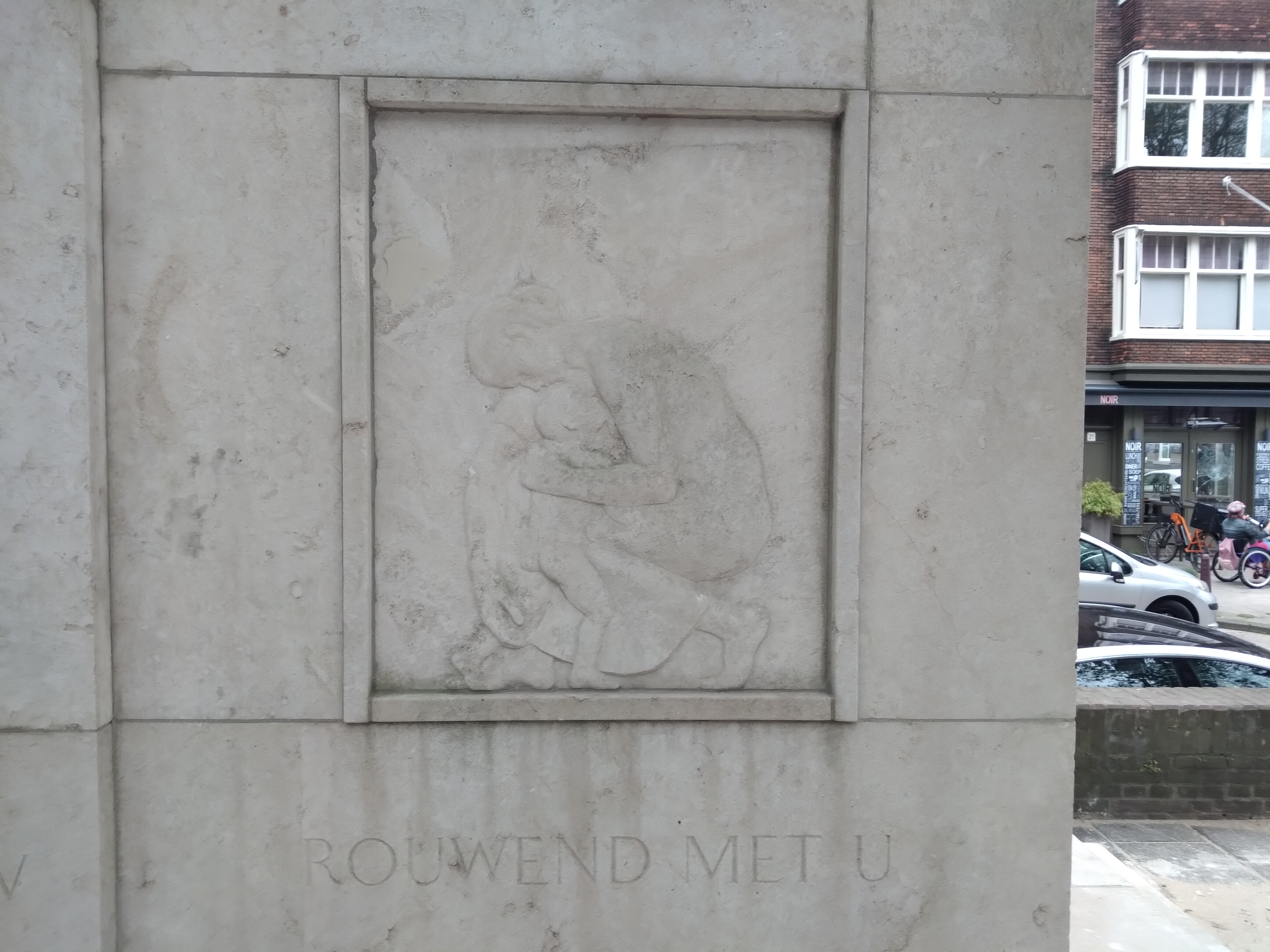
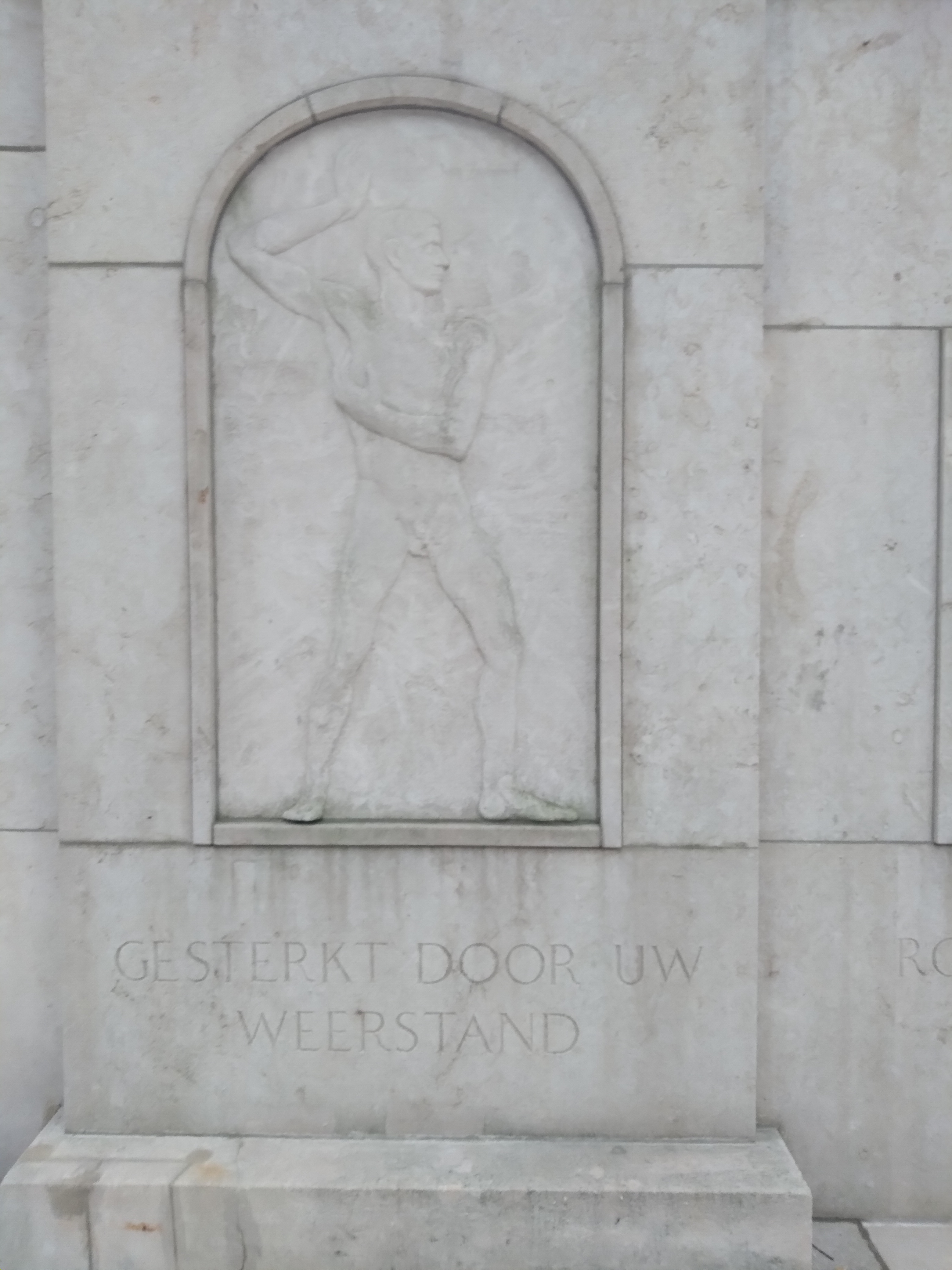
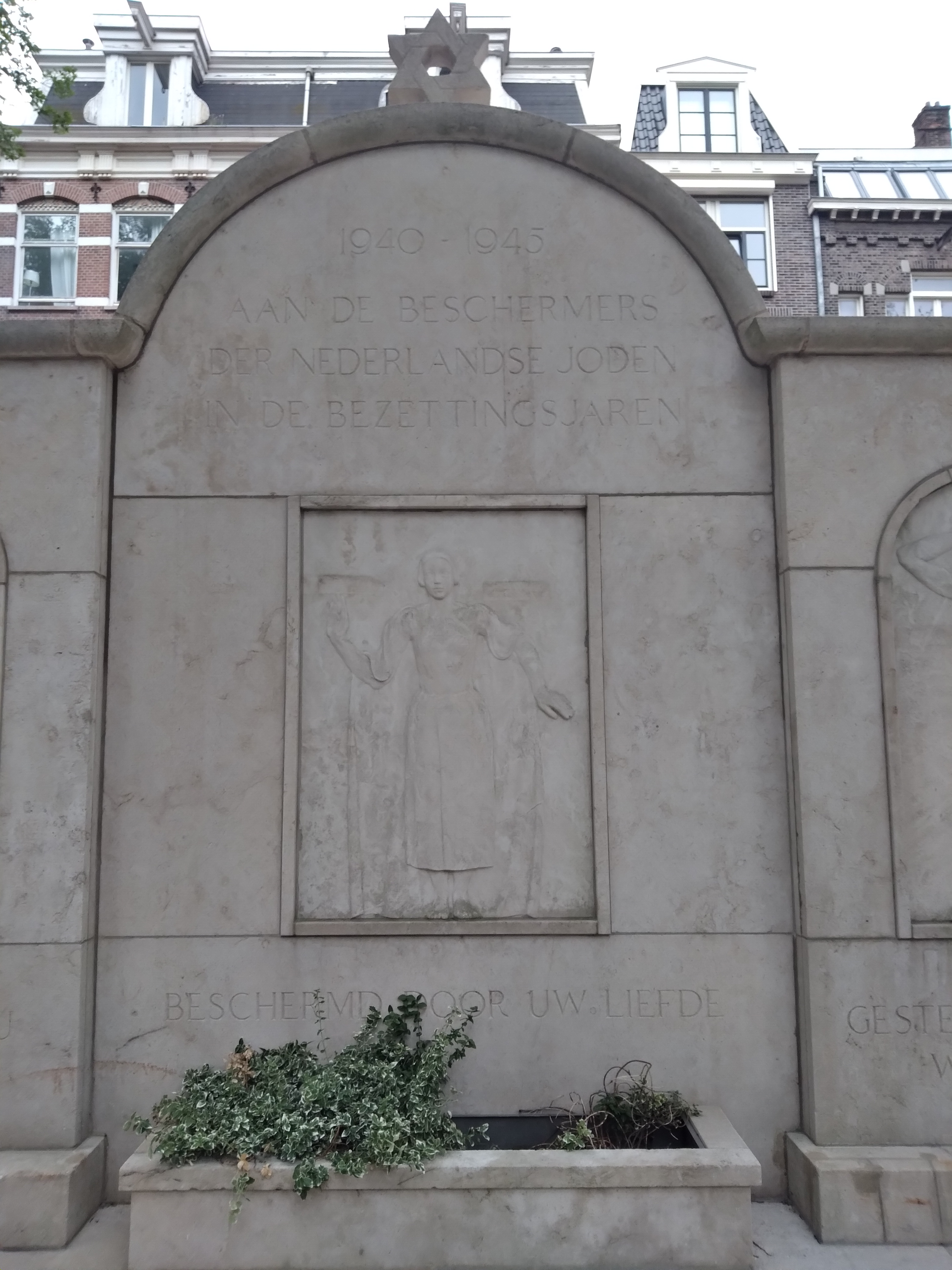
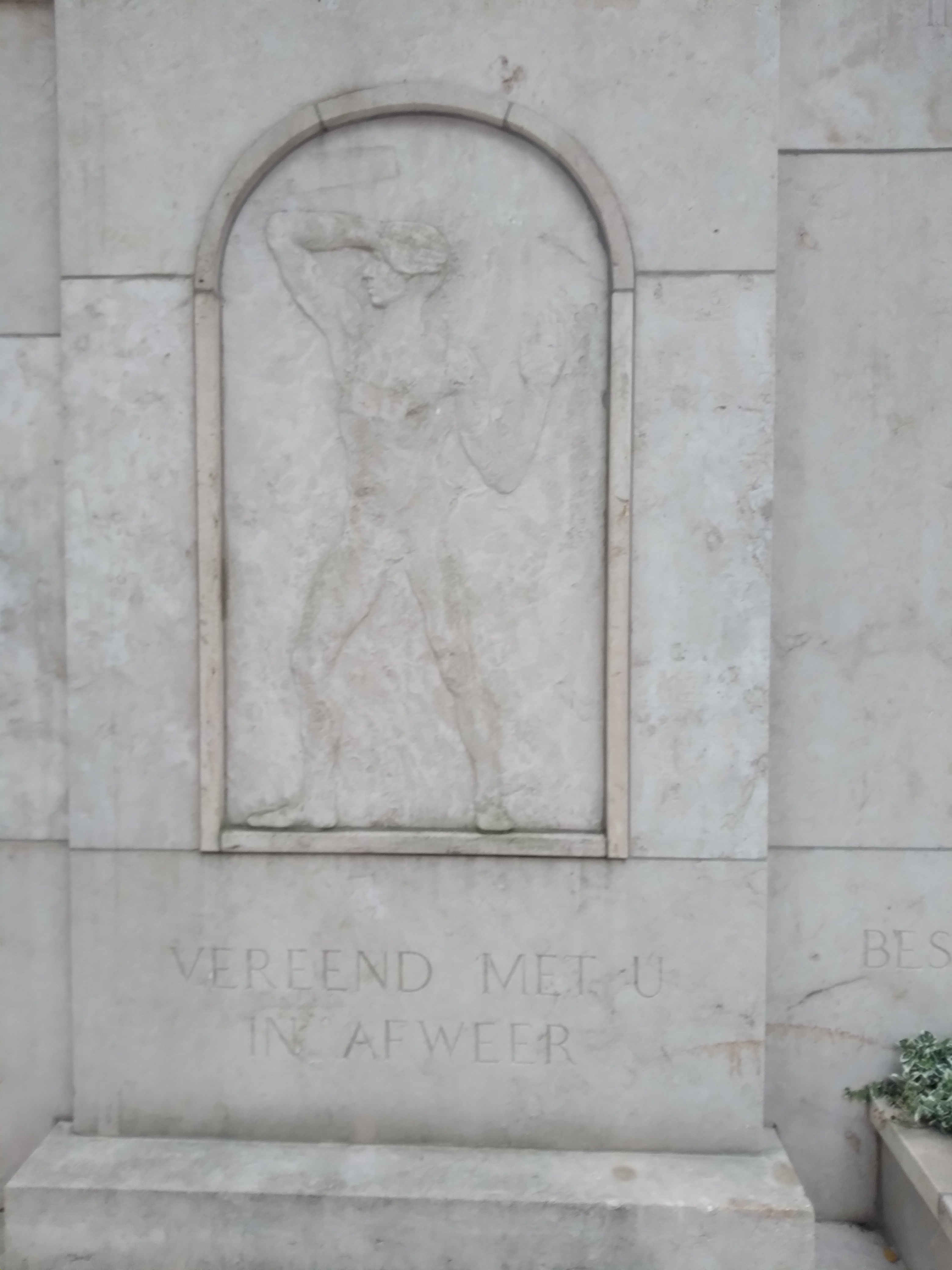
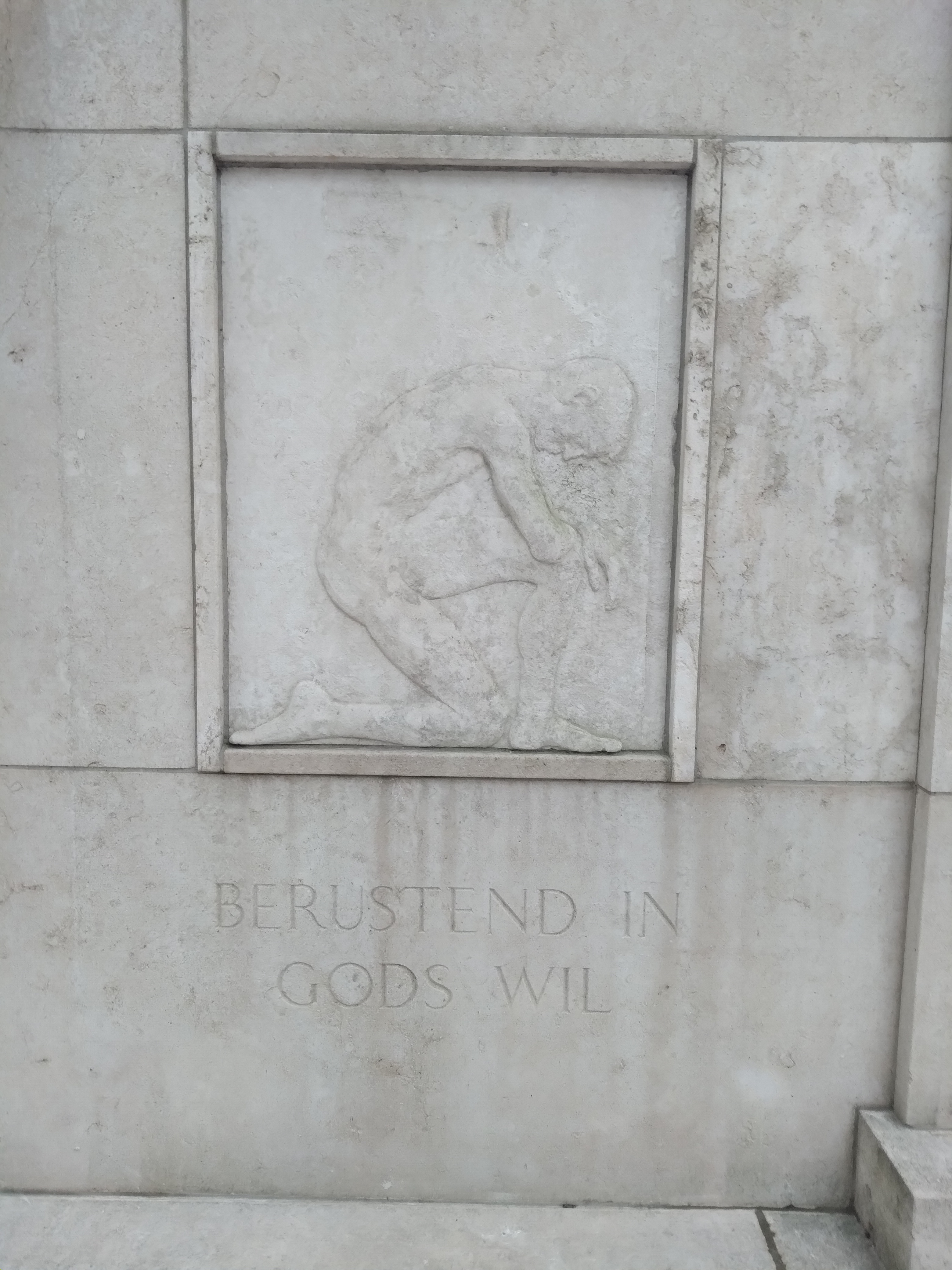